# الحرب الأهلية الإنجليزية الثانية
الحرب الأهلية الإنجليزية الثانية (بالإنجليزية: Second English Civil War) هي الحرب الثانية من ثلاثية حروب تسمى الحروب الأهلية الإنجليزية، وهي سلسلة من النزاعات المسلحة والمكائد السياسية بين البرلمانيين و‌الملكيين الإنجليز من 1648 وحتى 1649.

## تمهيد
تركت نهاية الحرب الأهلية الأولى في عام 1646 فراغًا جزئيًا في السلطة، والذي دفع كل فصيلة من الفصائل الإنجليزية الثلاثة -الملكيون، ومستقلو الجيش النموذجي الجديد (يُسمى أحيانًا «جيش الكومنولث»، وأطلق عليه لاحقًا «الجيش»)، ومشيخية البرلمان الإنجليزي، بشكل مشابه لتحالف البرلمان الأسكتلندي مع المشيخية الأسكتلندية («كيرك»)- لإثبات أنها قوية بما فيه الكفاية للسيطرة على البقية. كانت الملكية السياسية المسلحة قد وصلت إلى نهايتها، ومع هذا، اعتبر الملك تشارلز الأول (1600-1649) نفسه وخصومه (تقريبًا خصمه الأخير) ضروريين لضمان التوصل إلى تفاهم ناجح بينه وبين أي فصيل يرغب بذلك، على الرغم من كونه سجينًا في ذلك الوقت. وهكذا تنقل على التتالي بين يدي الأسكتلنديين والبرلمان والجيش. حاول الملك إبطال حكم السلاح من خلال «التودد» لكل طرف لوحده. أسر الكورنيت جورج جويس من وحدة فرسان توماس فيرفاكس الملك وسلمه للجيش، وبدأ بعد ذلك المشيخيون الإنجليز والأسكتلنديون بالاستعداد لحرب أهلية جديدة، بعد أقل من عامين من انتهاء الأولى، وهذه المرة ضد «الاستقلال» المتجسد في الجيش. حاول خصوم الجيش حل القوة العسكرية الخاصة به بعد الاستفادة منها، وإرسالها للخدمة الخارجية وعدم سداد متأخراتها من الأجور. غضبت قيادة الجيش بشكل خارج عن السيطرة نتيجةً لذلك، ولم تستذكر مظالم الجيش فقط بل أيضًا المبدأ الذي قاتلت من أجله، وسرعان ما أصبحت أقوى قوة سياسية في المملكة. ازداد بين عامي 1646 و1648 مستوى الانتهاك بين الجيش والبرلمان يومًا بعد يوم وحتى النهاية، شعر الحزب المشيخي -بالاقتران مع الأسكتلنديين والملكيين الباقين- بأنه قوي بما يكفي لبدء حرب أهلية ثانية.

## ثورة ضد البرلمان في جنوب ويلز
رفض العقيد جون بوير -الحاكم البرلماني لقلعة بيمبروك- تسليم قيادته إلى أحد ضباط فيرفاكس في فبراير 1648، وسرعان ما انضم إليه مئات من الضباط والرجال، الذين تمردوا ظاهريًا بسبب التأخر في دفع مستحقاتهم من الأجور، لكنهم امتلكوا في الحقيقة أهدافًا سياسية. علاوة على ذلك، احتشد العديد من الناجين الملكيين وأرادوا عودة الملكية إلى السلطة والحكم. وقف المتمردون من جميع أنحاء أيرلندا وإنجلترا واسكتلندا إلى صف هذا القانون. نصّب بوير نفسه ملكًا في نهاية شهر مارس، مغترًا بنجاحاته الطفيفة. استمر الجنود المنشقون بالانضمام إليه في أبريل، ثم ثارت جميع مناطق جنوب ويلز، وانضم إليه في النهاية اللواء رولاند لوغارن -قائد منطقته- والعقيد رايس باول. جاءت في أبريل أيضًا أخبار تفيد بتسلح الأسكتلنديين وباستيلاء الملكيين الإنجليز على بيرويك وكارلايل.
أُرسل أوليفر كرومويل مباشرةً على رأس مفرزة قوية للتعامل مع لوغارن وبوير، ولكن هزمه العقيد توماس هورتون قبل أن يصل في معركة سانت فاجانس في 8 مايو. وجد المشيخيون الإنجليز صعوبة في التوفيق بين مبادئهم وحلفائهم عندما تبين نقش السجناء الذين احتُجزوا في سانت فاجانس جملة «نحن نتوق لرؤية ملكنا» على قبعاتهم؛ أصبحت الحرب الإنجليزية تقريبًا تمردًا ملكيًا بعد وقت قصير من ذلك، وكانت الحرب في الشمال محاولة لفرض الجيش الأسكتلندي لمزيج من الملكية والمشيخية على الإنجليز. كان المشيخيون مجرد إزعاج للسلام لا أكثر. أُطلق سراح جميع الملكيين الذين قاتلوا في الحرب الأهلية الأولى تقريبًا مشروطًا بعدم حمل السلاح ضد البرلمان، ورفض العديد من الملكيين الشرفاء -وعلى رأسهم اللورد أستلي العجوز، الذي خاض المعركة الأخيرة للملك في عام 1646- نكثَ وعدهم عن طريق لعب أي دور في الحرب الثانية. فمن المرجح إذا أُلقي القبض على من يفعل ذلك مع أولئك الذين حرضوا على القيام بذلك، أن يُعاملوا بأكبر قدر من وحشية.

## ثورة ضد البرلمان في كينت
ظهرت بوادر للحرب الأهلية الثانية في كينت يوم الأربعاء، 22 ديسمبر 1647، عندما أعلن منادي بلدة كانتربيري عن أمر لجنة المقاطعة بقمع يوم عيد الميلاد ومعاملته كأي يوم عمل آخر. ومع ذلك، تجمع حشد كبير في عيد الميلاد للمطالبة بالخدمات الكنسية، وتزيين المداخل بالشجيرات المقدسة، وإغلاق المتاجر. انحدر هذا الحشد -تحت شعار «لله، والملك تشارلز، وكينت»- بعد ذلك إلى أعمال عنف وأعمال شغب، إذ تعرض جندي للاعتداء، وهوجم منزل العمدة، وسيطر المتظاهرون على البلدة لعدة أسابيع حتى أُجبروا على الاستسلام في أوائل يناير.
في 21 مايو 1648، بدأ تمرد في كينت باسم الملك، وبعد أيام قليلة شكّل انشقاق القوات البحرية النكسة الخطيرة للمستقلين، إذ أقالوا نائب الأميرال ويليام باتن من منصبه المشيخي. على الرغم من كون إيرل وارويك -اللورد الأدميرال السابق- مشيخيًّا، أعيد إلى الخدمة، ولكن لم يمض وقت طويل قبل أن تصدر البحرية إعلانًا ملكيًا خالصًا واضعةً نفسها تحت قيادة أمير ويلز، تشارلز الثاني ملك إنجلترا. امتلك فيرفاكس رؤية أدق وهدفًا أكثر وضوحًا من البرلمان المشتت. انتقل فيرفاكس بسرعة إلى كينت، وفي مساء يوم 1 يونيو، اقتُحمت ميدستون عنوةً، وبعد ذلك شتّتت الضرائب المحلية منازلهم، وأصبح الملكيون أكثر تصميمًا بعد محاولة عقيمة منهم لإظهار مدينة لندن معهم، لذلك فر فيرفاكس إلى إسكس.

## الثورة في أماكن أخرى
انهارت الثورة في كورنوال، ونورثامبتونشير، وشمال ويلز، ولينكولنشاير، بنفس السهولة التي انهارت بها في كينت. لم يحصل الاقتتال الخطير إلا في جنوب ويلز وإسكس وشمال إنجلترا. خفضت كورنوال بسرعة عدد الحصون في أولى هذه المناطق -جنوب ويلز- باستثناء بيمبروك. هنا صمد لوغارني وبوير وبول بشجاعة يائسة من الفارين من الخدمة.
في الشمال، فاجأ الملكيون القلعة الملكية بونتيفراكت، وبعد ذلك بوقت قصير نُسبت قلعة سكاربورو للملك. بعد نجاحه في ميدستون وتهدئة الأوضاع في كينت، اتجه فيرفاكس شمالًا لتهدئة إسكس، حيث كان الملكيون -تحت إمرة قائدهم الحماسي وذي الخبرة والشعبية السير تشارلز لوكاس- مسلحين وبأعداد كبيرة. سرعان ما قاد فيرفاكس لوكاس إلى كولشيستر، ولكن صُد الهجوم الأول على المدينة ما حتّم عليه الثبات خلال حصار طويل ومرهق.
تُذكر ثورة سري لوفاة اللورد فرانسيس فيليرز الشجاع والشقيق الأصغر لجورج فيليرز -دوق بوكينجهام الثاني- خلال مناوشات في كينغستون (7 يوليو 1648). انهارت الثورة بمجرد تجميع القوة العسكرية، وهرب قادتها، دوق باكنجهام وهنري ريتش إيرل هولندا -بعد محاولة أخرى لنسب مدينة لندن لهم- إلى سانت ألبانز وسانت نيوتس.